# 632
El 632 fou un any de traspàs començat en dimecres i pertany als inicis de l'edat mitjana

## Esdeveniments
- Fi del primer període del Regne d'Aquitània
- Inici del regnat de Isdigerdes III
- Batalla d'Aqraba i Batalla de Buzakha en el marc de les pugnes pel poder islàmic
- Fundació del Primer Imperi Búlgar
- Demolició del santuari de Dhul Khalasa
- Inici del Primer califat
- Fundació del ducat de Turíngia
- Inici del regnat de Penda[1]

## Naixements
- Yao Shu, oficial xinès

## Necrològiques
- 8 de juny: Mahoma mor a Medina[2] (península Aràbiga).
- Eusebi de Tarragona.